# Batié
Batié là một tổng thuộc  tỉnh Noumbiel ở đông nam Burkina Faso. Thủ phủ là thị xã Batié. Dân số năm 2006 là 31.793 người.
Ambourma, Bakon, Bamine, Banamba-Ipiel, Banamba–Izir, Banamba–Sesso, Banamba–Toma, Dabozir, Dakira, Dangbal, Diebe, Dieme, Dissieteon, Djoungbal, Dokita, Donssiere, Douloumba, Fadio, Gangalma, Gapar, Gombar, Kadjateon, Kamateon, Kamba, Kankoumana, Koriba, Koriba-Kinkininé, Koriba–Tanzou, Koudjo, Kpeka, Lakpar, Mal–Dodomo, Mal–Sourgoin, Malteon, Moriba, Niobol, Niolka, Nove, Poni-Kienkire, Pribar, Sourapera, Tadoteon, Tagneteon, Takpo, Tamipar, Tinhouri, Tonior, Tonteon, Toppi, Toussana, Varkourkoula, Yoldeteon, Ypreteon, Zilateon e Zindi.